# EchoStar 105/SES-11
O EchoStar 105/SES-11 é um satélite de comunicação geoestacionário construído pela Airbus Defence and Space que está localizado na posição orbital de 105 graus de longitude oeste e é operado em parceria pela EchoStar e pela SES. O satélite foi baseado na plataforma Eurostar-3000 e sua expectativa de vida útil é de 15 anos.

## História
A EchoStar em conjunto com a SES encomendaram em setembro de 2014 o satélite EchoStar 105/SES-11.
O satélite foi fabricado pela Airbus Defence and Space baseado na altamente confiável plataforma Eurostar-3000. O EchoStar 105/SES-11 leva 24 transponders em banda Ku, bem como 24 transponders em banda C (com 36 MHz equivalente). A capacidade de banda Ku do mesmo tinha o objetivo de substituir o satélite existente da SES, o AMC-15, localizado na posição orbital de 105 graus oeste, uma posição orbital onde a EchoStar é cliente âncora da SES desde o ano de 2006, a capacidade de banda C do EchoStar 105/SES-11 também permitiu a SES fornecer capacidade de substituição para o AMC-18, também localizado em 105 graus oeste.

## Lançamento
O satélite foi lançado com sucesso ao espaço em 11 de outubro de 2017, às 22:53 UTC, por meio de um veículo Falcon 9 Full Thrust a partir da Estação da Força Aérea de Cabo Canaveral, na Flórida, EUA. Ele tinha uma massa de lançamento de 5400 kg.

## Capacidade e cobertura
O EchoStar 105/SES-11 está equipado com 24 transponders em banda Ku e 24 em banda C para fornecer serviços de telecomunicação para a América do Norte.